# Archithosia jaundeana
Archithosia jaundeana är en fjärilsart som beskrevs av Embrik Strand 1912. Archithosia jaundeana ingår i släktet Archithosia och familjen björnspinnare. Inga underarter finns listade i Catalogue of Life.